# ゼイ・コール・ハー・ワン・アイ〜血まみれの天使〜
『ゼイ・コール・ハー・ワン・アイ〜血まみれの天使〜』（スウェーデン語原題: Thriller - en grym film, 英題: Thriller – A Cruel Picture /They Call Her One Eye）は、1973年に製作されたスウェーデンの映画。日本では劇場未公開。R-18指定作品。

## 概要
ボー・アルネ・ヴィベニウスは、それまでに作った映画の損失を取り戻すために本作を制作、監督した。当時、スウェーデンではハードコア・ポルノが許されており、その製作が流行であったため、本作にもハードコアシーンが何ヶ所かカットインされた。アクションシーンでは実弾も使用されたため、当時スターであったクリスチーナ・リンドバーグには高額の生命保険がかけられた。眼球にメスを刺すシーンでは、実際の死体を使用したのではないかとの噂が立った。カンヌ国際映画祭ではノーカット版が上映されたが、本国スウェーデンではノーカット版は上映禁止となり編集版が公開された。本作はカルト映画のひとつとなり、影響を受けたクエンティン・タランティーノは、後にキル・ビルにおいて、片目の女殺し屋エル・ドライバーというキャラクターを登場させている。

## あらすじ
マデリーン（クリスチーナ・リンドバーグ）は、スウェーデンの片田舎の農家で両親と暮らしていた。マデリーンは幼い頃、性的暴行を受け、以来口がきけなくなっていた。ある日、その治療のために町に行こうとするが、バスに乗り遅れ、通りかかったトニー（ハインツ・ホッフ）の車に乗る。トニーは娼婦の元締めで、マデリーンをヘロイン漬けにし、客を取らせる。マデリーンは客を傷つけ、トニーは罰としてマデリーンの左目をメスでえぐる。そしてマデリーンの両親にひどい内容の偽った手紙を出し、両親は失望のあまり自殺してしまう。マデリーンはワン・アイと呼ばれ、隻眼の娼婦として慰み者になりながらも少しずつ金を貯め、それを使って車の運転、射撃、格闘術をそれぞれのプロから学び復讐に備える。密売人から車と銃を手に入れ、ついにトニーの手下や自分を買った客たちを殺しはじめる。駆けつけた警官さえも倒しパトカーを奪い、マデリーンの復讐は続く。その知らせを受けたトニーはマデリーンを追い決闘となるが、マデリーンが仕掛けた爆薬に倒れる。マデリーンはトニーを生き埋めにし、首に縄をかけ馬に引かせて惨殺し去ってゆく。

## キャスト
- マデリーン（フリッガ）：クリスチーナ・リンドバーグ
- トニー：ハインツ・ホッフ
- サリー：ソルヴェイ・アンデーション